# Centro Internacional para la Prevención de la Criminalidad
El Centro Internacional para la Prevención de la Criminalidad (CIPC) fue creado en 1994 en Montreal, Canadá, en respuesta a un llamado a la acción que emitieron las autoridades locales, gobiernos e Institutos UN de la prevención del crimen. El CIPC es un foro internacional para los gobiernos nacionales, autoridades locales, agencias públicas, instituciones especializadas, organizaciones no gubernamentales para el intercambio de experiencias, conocimientos emergentes y mejorar políticas y programas dentro de la prevención de la criminalidad y la seguridad comunitaria.

## Misión del CIPC
El personal del CIPC coordina el desarrollo, provee asistencia directa a los miembros y contribuye a la información y la comprensión del público dentro de este campo. CIPC ayuda a poner el conocimiento dentro de la acción con lo siguiente:
- Mejorar la base de datos para que la prevención de la criminalidad y la seguridad comunitaria sean mejor conocidas y más accesibles al mundo entero.
- Motivar el uso de prácticas inspirantes y más fuerza a las herramientas para producir la seguridad comunitaria.
- Favorecer los intercambios entre países y ciudades, instituciones de justicia criminal y organizaciones basadas en la comunidad.
- Proveer de asistencia técnica y de una red de relaciones de trabajo.

## Actividades principales del CIPC
Identificar, describir, analizar y transmitir los conocimientos con los mejores instrumentos a fin de contribuir a una prevención eficaz y durable, es la esencia misma de la acción del CIPC. Esos instrumentos incluyen las políticas y las leyes, las estrategias y los mecanismos de financiamiento, los observatorios de seguridad urbana y la prevención de la delincuencia; los diagnósticos locales de seguridad, los mecanismos de evaluación y los programas de formación de los que intervienen.
La acción del CIPC se enumera más precisamente en cuatro partes:
1. Elaborar una base de conocimientos: El CIPC vigila las tendencias internacionales en materia de delincuencia y de prevención; procede a análisis comparativos de políticas, programas y acciones, e identifica las nuevas posturas y las que acaban de surgir.
2. Difundir la información: El CIPC utiliza diversos medios para difundir continuamente una información sobre la evolución en cuanto a prevención de la criminalidad a fin de hacerla disponible a los responsables y a los practicantes.
3. Sostener la experimentación, la elaboración y la puesta en marcha de políticas: El CIPC ayuda a ciudades y gobiernos a poner en marcha políticas, estrategias y programas eficaces y durables.
4. Compartir la visión: El CIPC mantiene una red internacional de colaboradores, especialmente el Centro internacional para la prevención de la criminalidad de las Naciones Unidas, el programa para ciudades más seguras del CNUEH (Habitat) y otros organismos internacionales, con quienes comparte conocimientos y avances en la cooperación internacional en prevención de la criminalidad.

## Enlaces
- Centro Internacional para la Prevención de la Criminalidad

- Datos: Q1143311